# ACE自适配通信环境
Adaptive Communication Environment，簡稱ACE。為一個以C++的Template技術所做成的开放源代码的可跨平台的網路應用程式的程式庫套件。

## 簡介
ACE介绍：
ACE自适配通信环境（ADAPTIVE Communication Environment）是可以自由使用、开放源码的面向对象（OO）框架（Framework），在其中实现了许多用于并发通信软件的核心模式。ACE提供了一组丰富的可复用C++ Wrapper Facade（包装外观）和框架组件，可跨越多种平台完成通用的通信软件任务，其中包括：事件多路分离和事件处理器分派、信号处理、服务初始化、进程间通信、共享内存管理、消息路由、分布式服务动态（重）配置、并发执行和同步，等等。
ACE的目标用户是高性能和实时通信服务和应用的开发者。它简化了使用进程间通信、事件多路分离、显式动态链接和并发的OO网络应用和服务的开发。此外，通过服务在运行时与应用的动态链接，ACE还使系统的配置和重配置得以自动化。
ACE正在进行持续的改进。目前发行的稳定版本是6.0
使用ACE的好处有：
- 增强可移植性：在ACE组件的帮助下，很容易在一种OS平台上编写并发网络应用，然后快速地将它们移植到各种其他的OS平台上。而且，因为ACE是开放源码的自由软件，你无需担心被锁定在特定的操作系统平台或编译器上。
- 更好的软件质量：ACE的设计使用了许多可提高软件质量的关键模式，这些质量因素包括通信软件灵活性、可扩展性、可复用性和模块性。
- 更高的效率和可预测性：ACE经仔细设计，支持广泛的应用服务质量（QoS）需求，包括延迟敏感应用的低响应等待时间、高带宽应用的高性能，以及实时应用的可预测性。
- 更容易转换到标准的高级中间件：TAO使用了ACE提供的可复用组件和模式。它是CORBA的开发源码、遵循标准的实现，并为高性能和实时系统作了优化。为此，ACE和TAO被设计为能良好地协同工作，以提供全面的中间件解决方案。
- ACE系统具备工业级质量，可靠性非常高，已经在电信、航空等诸多领域得到广泛部署和应用。详情请参考官方网站。

## 延伸導讀
ACE相關書籍（页面存档备份，存于）
- The ACE Programmer's Guide，ISBN 0-201-69971-0 ；有中文翻译出版
- C++ Network Programming 卷1、卷2；有中文翻译出版
  1. Mastering Complexity Using ACE and Patterns，ISBN 0-201-60464-7
  2. Systematic Reuse with ACE and Frameworks，ISBN 0-201-79525-6

## 外部網站
官方網站
- The ADAPTIVE Communication Environment (ACE)

討論區
- ACE 开发者 ACE中文讨论区（页面存档备份，存于）

相關下載
- Downloading Freely Available Versions of ACE, TAO, and CIAO（页面存档备份，存于）
- ACE+TAO RPM Packages（页面存档备份，存于）